# آسیرو پاتیاتا
آسیرو پاتیاتا (به اسپانیایی: Asiru Phat'jata) یک کوه در پرو است که در منطقه پونو واقع شده‌است. آسیرو پاتیاتا ۳٬۸۹۵ متر بالاتر از سطح دریا واقع شده‌است.